# William McChesney Martin
William McChesney Martin Jr., né le 17 décembre 1906 et mort le 27 juillet 1998, est un économiste américain. Il est le 9e président de la Réserve fédérale de 1951 à 1970, et détient un record de longévité à ce poste. Il a été nommé au poste par le président Harry S. Truman et reconduit par quatre de ses successeurs.

## Biographie
William McChesney Martin Jr. est le fils de William McChesney Martin Sr. et de Rebecca Woods. En 1913, le père de Martin est convoqué par le président Woodrow Wilson et le sénateur Carter Glass pour contribuer à la rédaction de la loi sur la Réserve fédérale qui établit le système de la Réserve fédérale le 23 décembre de la même année. Son père est ensuite gouverneur puis président de la Réserve fédérale de Saint Louis.
William McChesney Martin Jr. est diplômé de l'université Yale en anglais et en latin. Il maintient en parallèle un grand intérêt pour les affaires par l'intermédiaire de son père. Après ses études, il entame sa carrière à la société de courtage de St. Louis AG Edwards & Sons, où il devient associé à part entière après seulement deux ans. Il poursuit ensuite des études supérieures en économie à l'université Columbia de 1931 à 1937 mais n'y obtient pas de diplôme
En 1931, il décroche un siège à la Bourse de New York (NYSE), deux ans seulement après le krach de Wall Street de 1929 au début de la Grande Dépression. Il travaille sur la réglementation du marché boursier, ce qui conduit à son élection au conseil des gouverneurs de la NYSE en 1935. Il travaille avec la Securities and Exchange Commission (SEC) des États-Unis pour rétablir la confiance dans le marché boursier et prévenir de futurs krachs. Il devient président de la Bourse de New York à 31 ans, ce qui mène les journaux à le qualifier de « garçon prodige de Wall Street ». Sa présidence se concentre sur la coopération avec la SEC pour renforcer la réglementation de la bourse.
Pendant Seconde Guerre mondiale, il est enrôlé dans l'armée américaine en tant que soldat. Il supervise l'élimination des matières premières au sein du Munitions Allocation Board. Il est également un agent de liaison entre l'armée et le Congrès et le superviseur du programme de prêt-bail avec l'Union soviétique.

## Carrière

### Directeur de l'Export-Import Bank
Il effectue son retour à la vie civile en intégrant le gouvernement fédéral. Harry S. Truman, un collègue démocrate le nomme à la tête de l'Export-Import Bank qu'il dirige pendant trois ans (1946-1949). Il y développe une réputation de "banquier dur". Il insiste pour que les prêts soient des investissements sains et sûrs et s'oppose à plusieurs reprises au département d'État quand ce dernier accorde des prêts qu'il considère comme politiquement motivés. Il ne laisse pas la Banque d'import-export devenir un fonds de secours international.
William McChesney Martin Jr. quitte la banque Export-Import lorsqu'il est appelé au Trésor pour être le secrétaire adjoint aux affaires monétaires. Au bout de deux ans à ce poste, son conflit avec la Réserve fédérale atteint son paroxysme. À la suite de l'hospitalisation du secrétaire au Trésor John W. Snyder, William McChesney Martin Jr. devient le négociateur en chef du Trésor. Il rétablit alors la communication entre le Trésor et la Fed, interdite sous Snyder.

### Président de la Réserve fédérale
Avec Robert Rouse, Woodlief Thomas et Winfield Riefler de la Fed, William McChesney Martin Jr. négocie l'Accord de 1951. Le président du Conseil des gouverneurs Thomas B. McCabe (1893–1982) démissionne six jours après la publication de la déclaration de l'Accord, et Truman choisit William McChesney Martin Jr. comme nouveau président du Conseil des gouverneurs, nomination approuvée par le Sénat le 21 mars 1951.
Contrairement aux attentes de Truman, William McChesney Martin Jr. protège l'indépendance de la Fed vis-à-vis de l'administration de Truman, mais aussi par les quatre administrations qui suivent. À ce jour, son mandat de président est le plus long mandat que le conseil des gouverneurs ait connu. Bien que les objectifs de sa politique monétaire soient une faible inflation et la stabilité économique, il rejette l'idée que la Fed puisse poursuivre ses politiques en ciblant un seul indicateur (un exemple de simplification excessive) et a plutôt pris des décisions politiques en examinant un large éventail de facteurs économiques. En tant que président, il institutionnalise cette approche dans les travaux du Federal Open Market Committee, recueillant les opinions de tous les gouverneurs et présidents du système avant de prendre des décisions. En conséquence, ses décisions sont souvent soutenues par des votes unanimes au FOMC. Le travail de la Réserve fédérale, a-t-il déclaré de manière célèbre, consiste à « enlever le bol de punch juste au moment où la fête commence », c'est-à-dire augmenter les taux d'intérêt juste au moment où l'économie atteint son pic d'activité après une récession.
William McChesney Martin Jr. est sélectionné administrateur désigné de l'Agence de stabilisation d'urgence, qui fait partie d'un groupe secret créé par le président Dwight D. Eisenhower en 1958 qui aurait servi en cas d'urgence nationale et qui est connu sous le nom d'Eisenhower Ten.
Après l'élection présidentielle de 1960, le candidat du Parti républicain, Richard Nixon, impute sa défaite à la politique de resserrement monétaire de William McChesney Martin Jr..
En 1966, il subit une opération de la prostate.
William McChesney Martin Jr. a régulièrement affirmé que la Fed est responsable devant le Congrès américain et non devant la Maison-Blanche. Nixon s'attendait à ce qu'il démissionne au début de la nouvelle administration, mais Martin ne le fait pas. Poursuivant une politique monétaire restrictive pour lutter contre l'inflation, Martin, au milieu de 1969, se heurte à l'inquiétude de Nixon selon laquelle la Fed risque de faire basculer le pays dans la récession, une croyance qui est rendue publique par l'économiste conservateur Milton Friedman. Deux jours après une réunion du 15 octobre 1969 à la Maison Blanche au cours de laquelle Nixon a confronté Martin à propos de sa politique de resserrement de l'argent, sur laquelle Martin refuse de céder, la Maison Blanche annonce qu'Arthur Burns succède à Martin en tant que président de la Réserve fédérale le 1er février 1970.
William McChesney Martin Jr. boucle son mandat de président du conseil des gouverneurs le 30 janvier 1970. Sa carrière dans la fonction publique prend alors fin. Il poursuit sa carrière dans le privé, occupant divers postes d'administrateur de sociétés et d'institutions à but non lucratif, telles que le Rockefeller Brothers Fund.
Martin est un joueur de tennis passionné qui est président de la National Tennis Foundation et président de l'International Tennis Hall of Fame après avoir pris sa retraite de la Réserve fédérale.
Il meurt d'une crise cardiaque à son domicile de Washington DC le 28 juillet 1998 à l'âge de 91 ans et est inhumé au cimetière Bellefontaine de Saint-Louis.

## Hommages

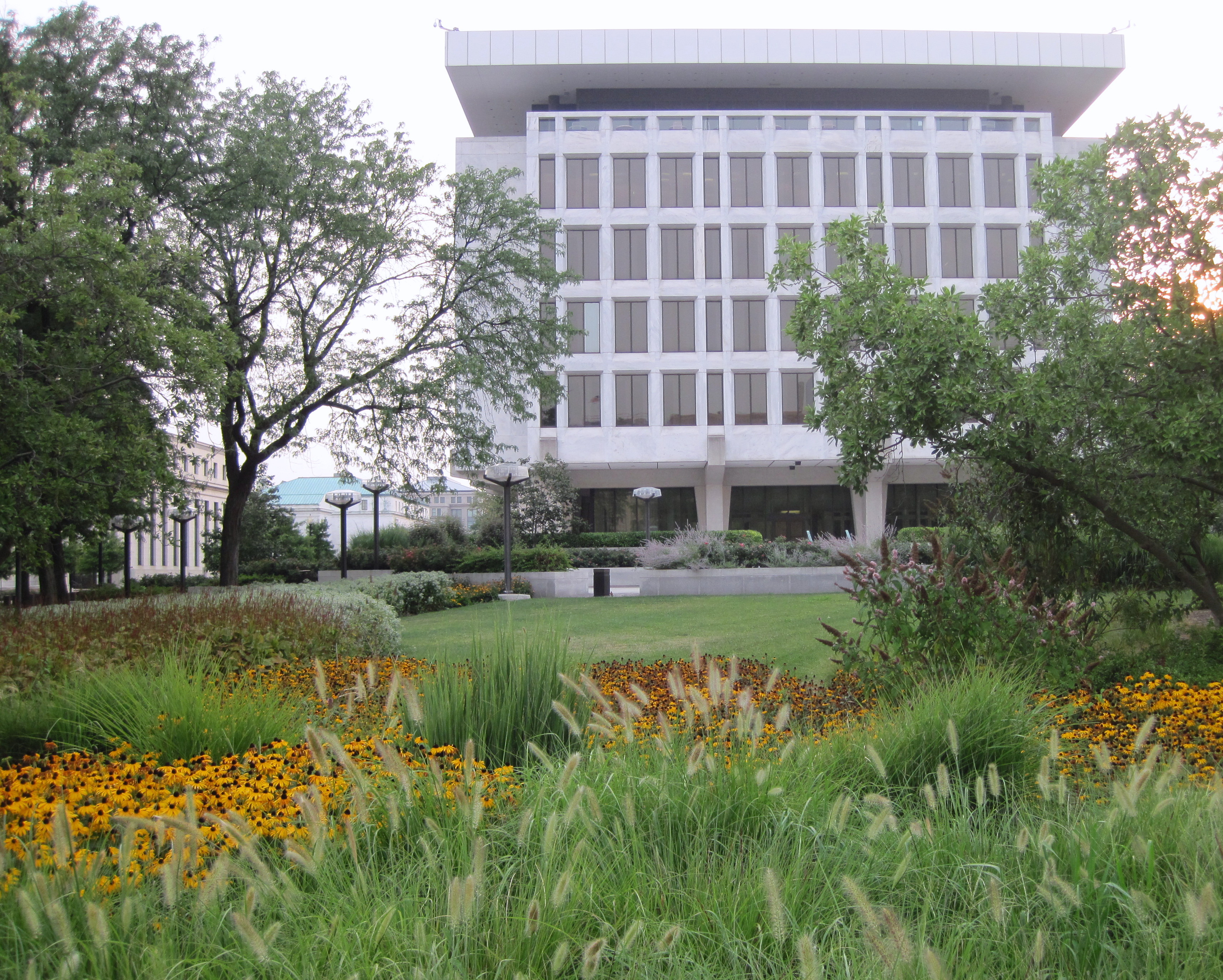
Le bâtiment du Conseil de la Réserve fédérale William McChesney Martin Jr. inauguré en 1974

L'annexe de la Réserve fédérale de 1974 à côté du bâtiment Eccles porte son nom.